# Abyssocottus gibbosus
Abyssocottus gibbosus är en fiskart som beskrevs av Berg, 1906. Abyssocottus gibbosus ingår i släktet Abyssocottus och familjen Abyssocottidae. Inga underarter finns listade i Catalogue of Life.